# Ziendesluis

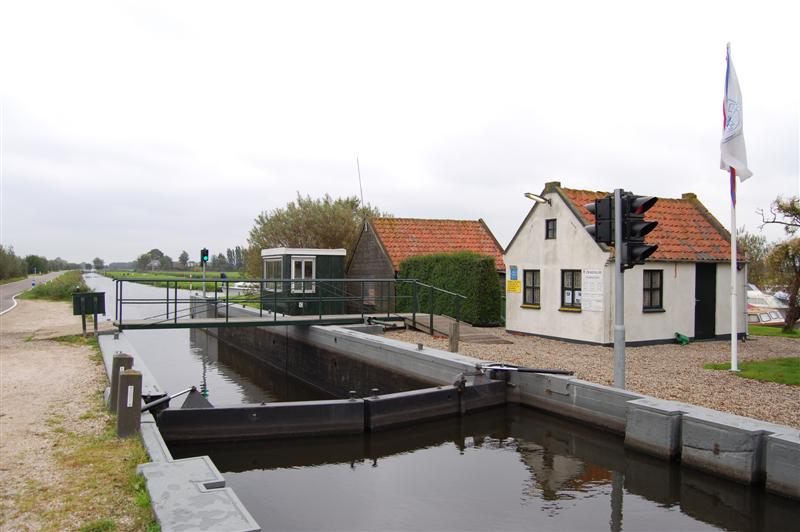
Ziendesluis, gezien in noordelijke richting

De Ziendesluis is een schutsluis met puntdeuren in de Ziendevaart in  Nederland, tussen de Oude Rijn en de Nieuwkoopse plassen. De sluis ligt in de gemeente Nieuwkoop, in de Nederlandse provincie Zuid-Holland. De vaarweg is CEMT-klasse 0.
De sluis is 21,50 m lang, en de wijdte is 4,40 m. Over de sluiskolk ligt een draaibrug. De minste drempeldiepte is aan de zuidzijde KP -2,82 m, aan de noordzijde KP -2,87 m. Het KP is NAP -0,60 m, het polderpeil is NAP -1,55 m. Motorvaart is alleen toegestaan met vergunning van het waterschap.
De sluis is niet via de marifoon aan te roepen.